# Les Dukay
Les Dukay est un roman hongrois de Lajos Zilahy, paru en 1967-1968 à Novi Sad en Serbie (en hongrois Újvidék) en trois parties sous le titre A Dukay család.

## Résumé
En Hongrie de 1814 à 1940, l'existence des différents membres d'une famille aristocratique à son déclin.